# Henry Maske
Henry Maske, född den 6 januari 1964 i Treuenbrietzen, Östtyskland, före detta boxare som representerade Östtyskland i OS i Seoul 1988 där han vann guld i mellanviktklassen. Han blev senare proffs och var världsmästare (IBF) mellan 1993 och 1996 i lätt tungvikt.